# 大阪情報コンピュータ専門学校
大阪情報コンピュータ専門学校（おおさかじょうほうこんぴゅーたせんもんがっこう、英略：OIC）は、大阪府大阪市天王寺区に所在する私立専門学校である。

## 概要
本校は情報処理・商業・ゲーム開発・映像制作・デザイナーの5分野をカバーした総合専門学校で、2018年度現在の学科数は8学科26コースとなっている。
全学科（全コース）が文部科学省の「職業実践専門課程」に認定されている。
2018年度現在は教育連携の一環で、CISCO（ネットワーキングアカデミー）・Microsoft（ITアカデミープログラム）・ORACLE（アカデミー）からアカデミー校に指定されている。

### 進路
本校には大学編入コースが設置されているが、近年は国公立大学においては愛媛大学、私立大学においては関西大学・関西学院大学・立命館大学・近畿大学などの4年制大学に進学する生徒が見受けられる。

### 名称
岡山県には本校と同じ英略「OIC」を使用する岡山情報ビジネス学院が存在するが、本校とは一切関係ない。

## 沿革
（以下は学校ホームページ上に掲載された年表）を参照
- 1968年（昭和43年）4月19日 - 準学校法人大阪経理経済学園設立認可[5]
- 1982年（昭和57年）3月 - 大阪市天王寺区に新校舎竣工
- 1985年（昭和60年）
  - 日付不明 - 学校法人大阪経理経済学園に法人名変更。情報処理高等課程・情報処理専門課程認可
  - 9月20日 - 大阪情報コンピュータ専門学校設置認可[5]
- 1986年（昭和61年）日付不明 - 大阪情報コンピュータ専門学校開校（本校の起源）
- 1988年（昭和63年）
  - 3月 - 通商産業省が専門課程を情報化人材育成連携機関委託校指定
  - 日付不明 - 文部省より高等課程が文部省により大学入学資格付与校指定
- 1991年（平成3年）11月 - 文部省より専門課程が専修学校職業教育高度化開発研究委託指定校採用
- 1992年（平成4年）日付不明 - 姉妹校として大阪情報コンピュータ高等専修学校開校
- 1994年（平成6年）日付不明 - OICセンター開設
- 1995年（平成7年）日付不明 - 大阪情報コンピュータ専門学　情報処理専門課程修了生に「専門士」の称号付与開始。「学校法人大阪経済法律学園と学校法人大阪経理経済学園との学術研究及び教育交流・協力に関する協定」締結
- 1996年（平成8年）4月 - 文部省認可「CG-ARTS」協会認定CG教育校
- 1999年（平成11年）6月 - 労働省指定緊急中高年再就職促進訓練委託校
- 2000年（平成12年）日付不明 - 関西初バーチャルマルチメディアスタジオ完成
- 2001年（平成13年）
  - 1月 - 厚生労働省指定緊急再就職促進訓練委託校
  - 8月 - 文部科学省指定専修学校ITフロンティア教育推進事業委嘱主管校
- 2002年（平成14年）日付不明 - 厚生労働省指定IT化に対応した総合的職業能力開発訓練委託校
- 2005年12月 - 情報処理専門課程の総合情報メディア学科を高度専門士の称号および大学院入学資格付与決定
- 2006年6月 - 「大阪経済法科大学と大阪情報コンピュータ専門学校との編入学特別指定校推薦制度の創設について」調印
- 2009年度 - 8階～9階の全面リニューアル実施[7]。
- 2013年（平成25年）4月 - 情報処理専門課程に単位制学科新設
- 2016年（平成28年）2月 - 文部科学省より総合情報メディア学科、情報システム開発学科、メディアクリエイト学科、ITテクニカル学科が職業実践専門課程に認定
- 2018年（平成30年）日付不明 - 文部科学省より情報処理学科、ITビジネス学科、ゲーム学科、メディアデザイン学科が職業実践専門課程に認可。文部科学省より専修学校による地域産業中核的人材育成事業受託

2019年（令和元年）日付不明 - 「大学等における修学の支援に関する法律」による修学支援の確認大学等に認定

## ギャラリー

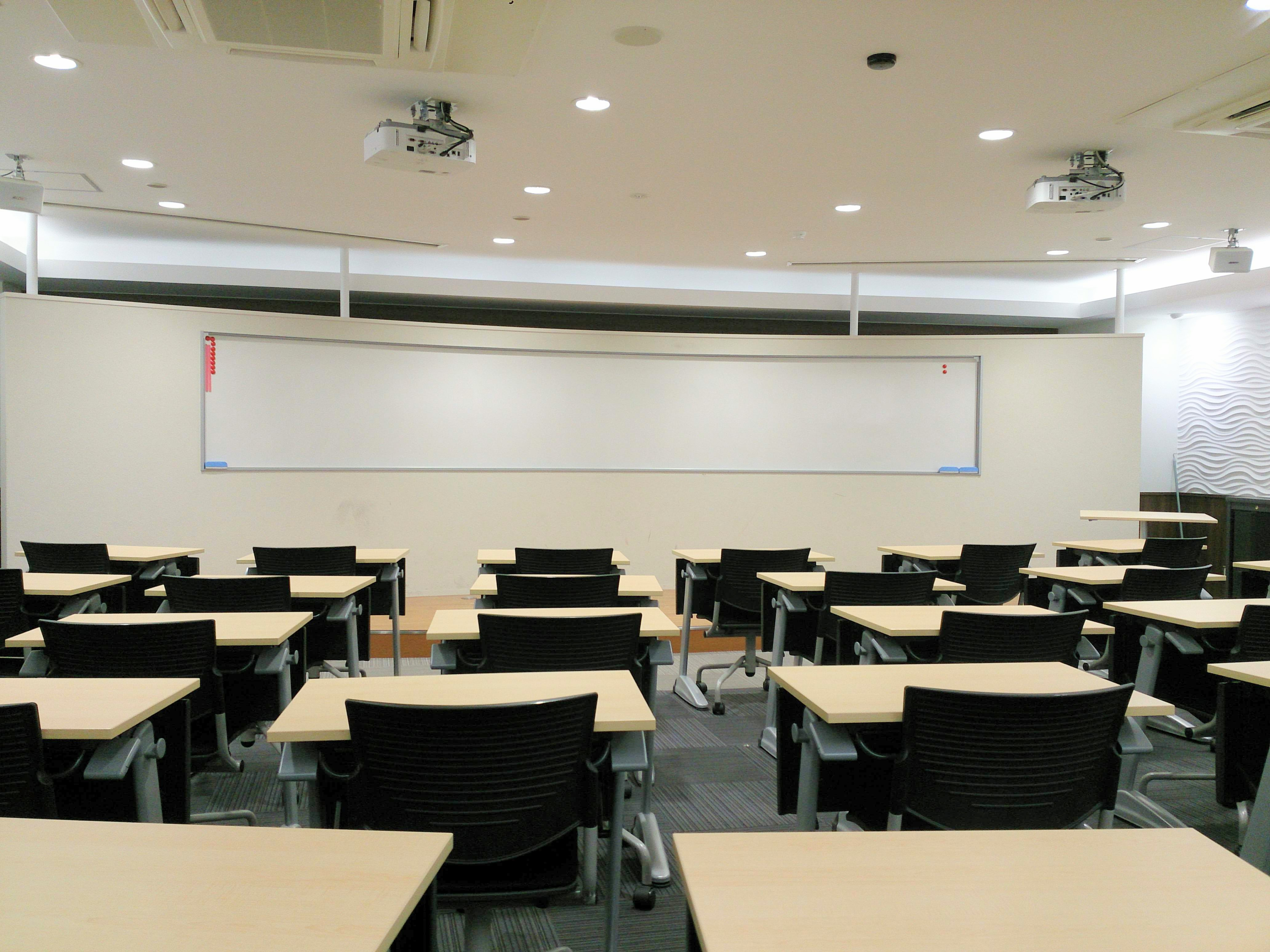
プレゼンテーションルーム「OIC Pivot」
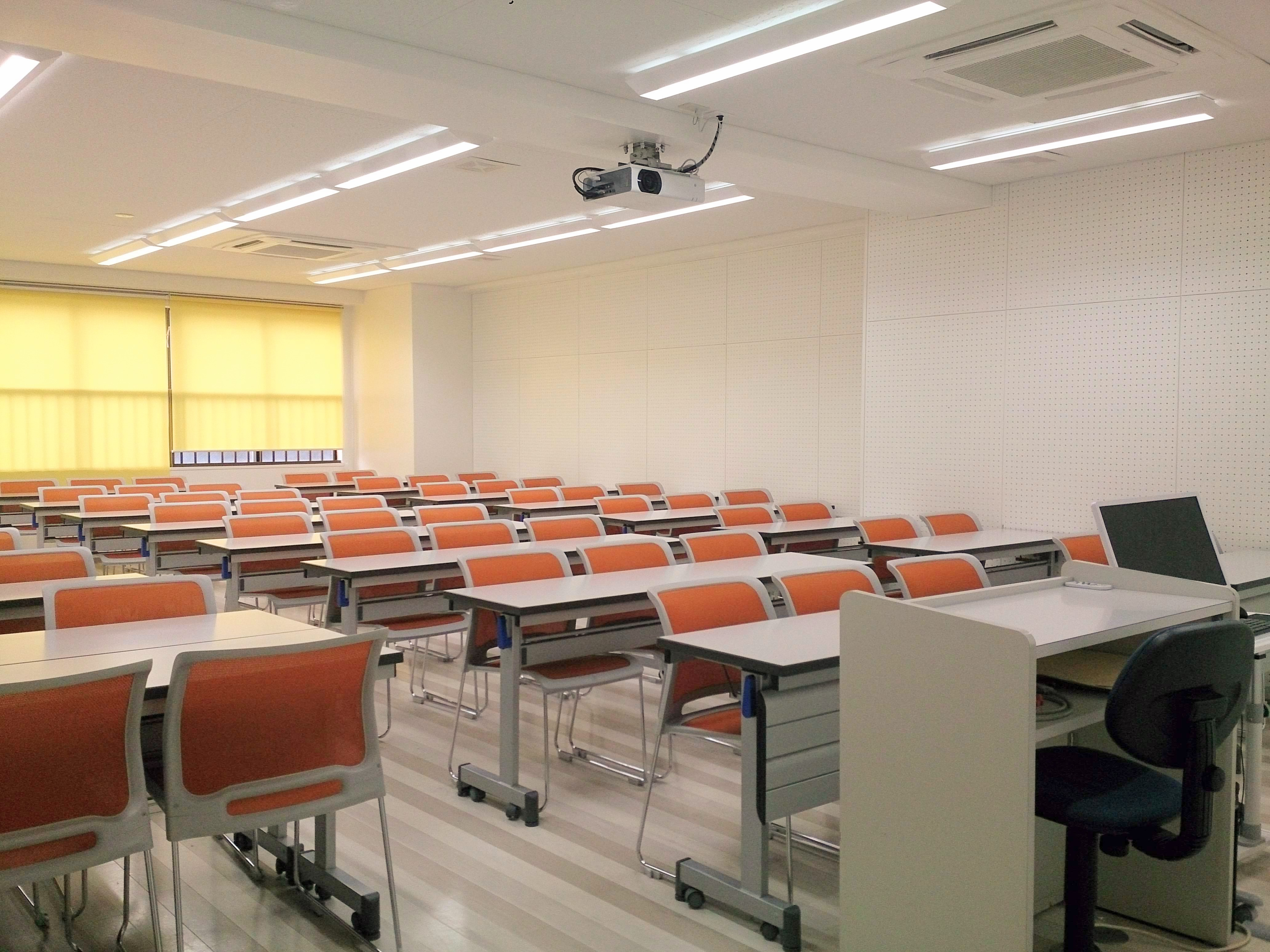
教室
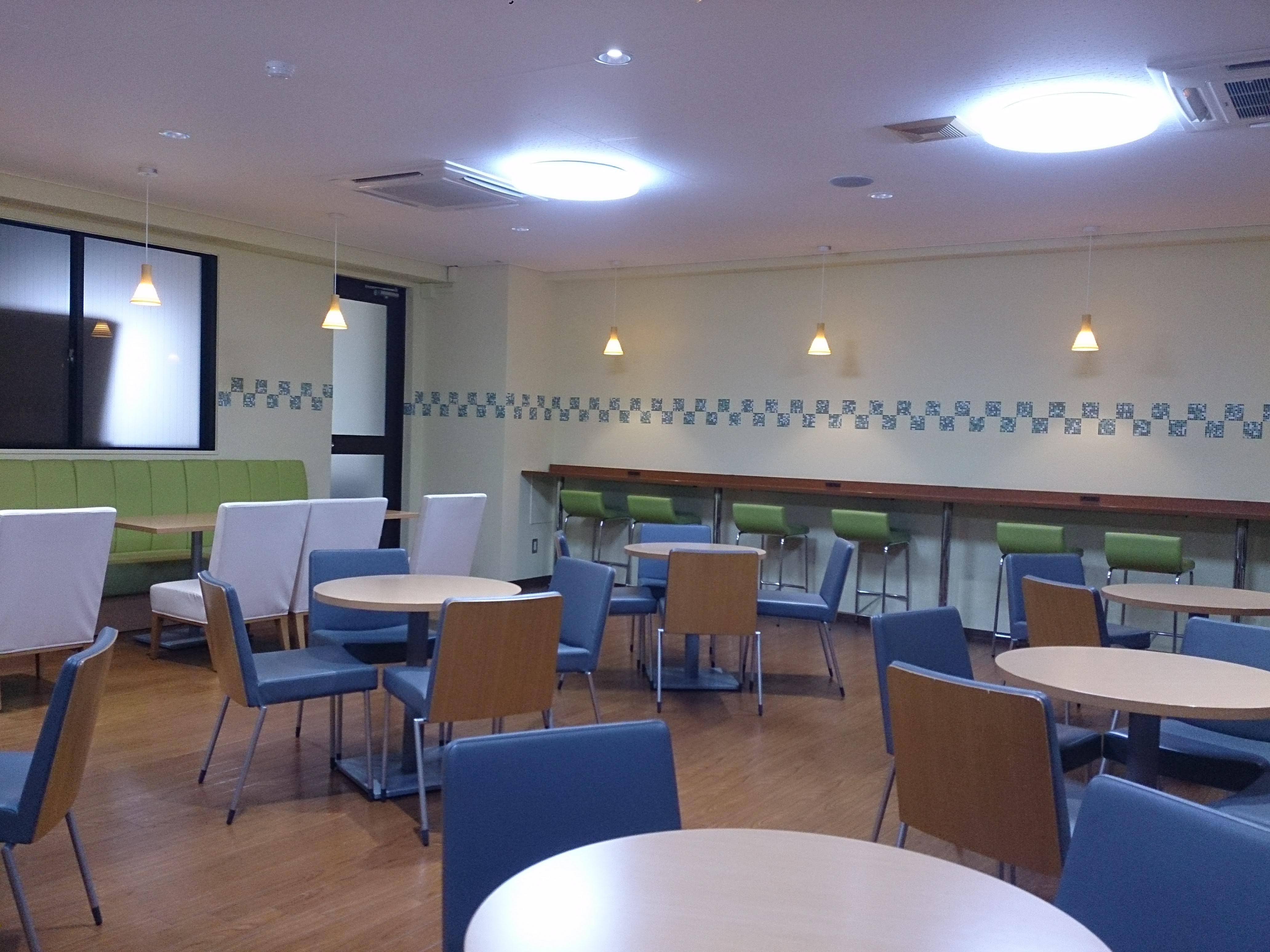
学生ホール

## 交通・アクセス方法
- 近鉄（大阪線・難波線）大阪上本町駅より天王寺駅方面に約290m（徒歩：約5分）
- Osaka Metro（谷町線）谷町9丁目駅より約600m（徒歩：約10分）
- Osaka Metro（千日前線）谷町9丁目駅より約400m（徒歩：約8分）

## 姉妹校
- 大阪情報コンピュータ高等専修学校
- 大阪経済法科大学